# Leucotabanus exaestuans
Leucotabanus exaestuans är en tvåvingeart som först beskrevs av Carl von Linné 1758.  Leucotabanus exaestuans ingår i släktet Leucotabanus och familjen bromsar. Inga underarter finns listade i Catalogue of Life.